# Жайлович, Андрей Леонидович
Андрей Леонидович Жайлович (бел. Андрэй Леанідавіч Жайлович, род. 17 апреля 1975, Минск, Белорусская ССР, СССР) — белорусский государственный деятель.

## Биография
Родился 17 апреля 1975 года в Минске.
В 1994 году окончил Минский энергетический техникум, в 2003 — Белорусский национальный технический университет, в 2014 — Академию управления при Президенте Республики Беларусь.
После окончания техникума, в 1994 году, прошел путь от кровельщика-изолировщика в в/ч 93477 до заместителя генерального директора — руководителя группы реализации проектов совместного общества с ограниченной ответственностью «Белдандор». С 2005 по 2014-й работал на «Минскхлебпроме», там он начинал в должности ведущего инженера и по итогу стал заместителем главного инженера по строительству — начальником отдела капитального строительства. После окончания Академии управления при Президенте Республики Беларусь был назначен на должность заместителя главы администрации Партизанского района г. Минска, где курировал вопросы развития строительства, жилищной политики и инвестиций. С 2017 по 2019-й возглавлял администрацию Московского района г. Минска.
12 сентября 2019 года по решению Президента Республики Беларусь Александра Лукашенко был назначен на должность Председателя Солигорского районного исполнительного комитета. На этой должности он сменил Олега Поскробко, который был задержан 17 июня по подозрению в лоббировании и незаконном вознаграждении в 2000 евро.
14 сентября 2019 года солигорские депутаты утвердили Андрей Жайловича в должность Председателя Солигорского районного исполнительного комитета. На внеочередной 19 сессии председатель Минского областного исполнительного комитета Анатолий Исаченко представил Андрей Жайловича депутатам. Во время встречи с депутатами он подчеркнул основные вопросы, с которыми председателю Солигорского районного исполнительного комитета придется столкнуться на своем посту: развитие малого и среднего бизнеса, строительство жилья и улучшение инфраструктуры района, здравоохранение, сельское хозяйство, трудоустройство и другие. Депутаты Солигорского районного Совета депутатов единогласно поддержали кандидатуру Андрея Жайловича.

## Хобби
Андрей Жайлович серьезно увлекался картингом, ездит на велосипеде. Занимается волейболом, плавает в бассейне.